# Noerdange
Noerdange (en luxembourgeois : Näerden  et en allemand : Noerdingen) est une section de la commune luxembourgeoise de Beckerich située dans le canton de Redange.
Elle est traversée par la route nationale N24 et disposait jadis d'une gare ferroviaire, la gare de Noerdange, comptant deux bâtiment voyageurs du fait qu'ici se rencontraient la ligne de l'Attert à voie normale et la ligne à voie métrique appelée couramment de Jangeli, la ligne de Noerdange à Martelange.
Le ruisseau qui traverse la localité s'appelle le Naerdenerbaach.

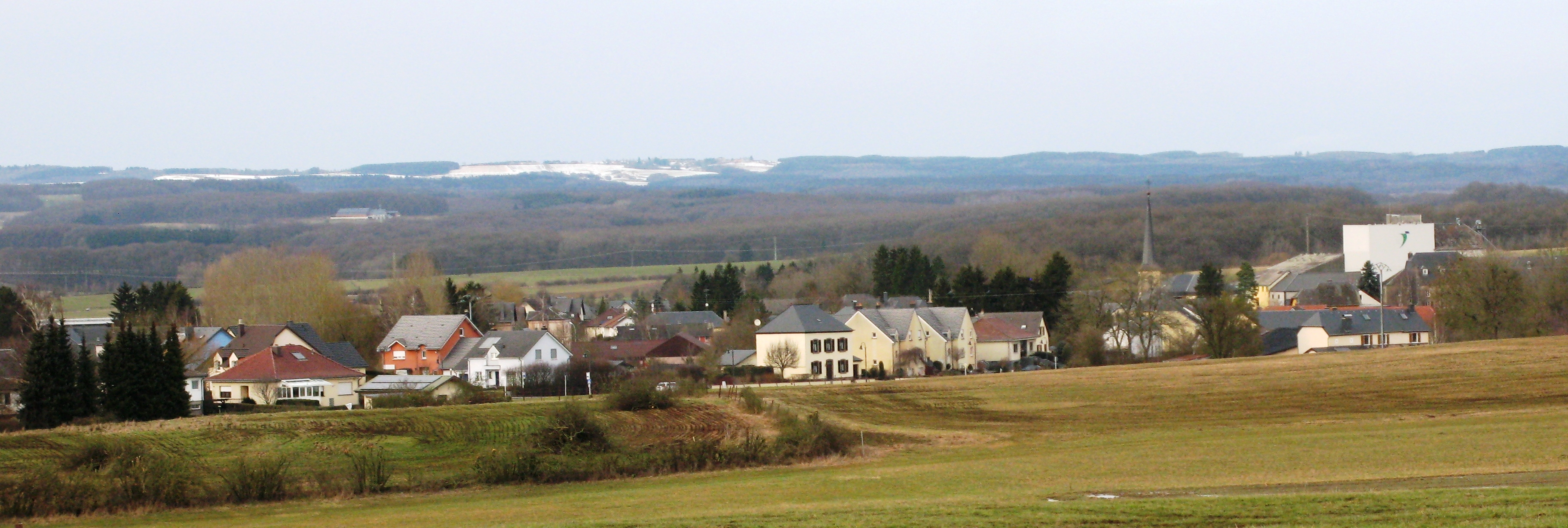
Le village vu depuis le Héibierg.